# Delphinium pseudoyunnanense
Delphinium pseudoyunnanense är en ranunkelväxtart som beskrevs av W.T. Wang, M.J. Warnock och G.H. Zhu. Delphinium pseudoyunnanense ingår i släktet storriddarsporrar, och familjen ranunkelväxter. Inga underarter finns listade i Catalogue of Life.